# 齊藤英里
齊藤 英里（さいとう えり、2000年〈平成12年〉5月29日 - ）は、日本の女優、タレント。NAVY所属。千葉県出身。身長160cm、血液型O型。

## 経歴
2017年配信の恋愛番組『真夏のオオカミくんには騙されない』(ABEMA)で注目を集めた。2018年には、「第5回日本制服アワード」で女子グランプリを獲得。
2020年からは本格的に役者として活動を開始し、ドラマ『M　愛すべき人がいて』(テレビ朝日)や映画『ウラギリ』他に出演。
映画『ウラギリ』では、共演者である岡田結実と共に監督の強い意向でタバコを吸う演技をすることとなり、人生で初めて喫煙をした。ニコチン・タール他の有害物質が含まれていない医療用のネオシーダーで喫煙を演じた結果、監督からは「初めてにしては上手。」と称賛を受けた。

## 出演

### ウェブバラエティ
- 真夏のオオカミくんには騙されない（2017年7月22日 - 9月23日、ABEMA）

### テレビドラマ
- 18/40〜ふたりなら夢も恋も〜 第7話（2023年8月22日、TBS）- 看護師 役
- 民王R 第2話（2024年10月29日、テレビ朝日） - 記者 役

### ウェブドラマ
- すんドめ（2023年11月1日、全6話、ABEMA） - 神宮寺菫（委員長）役[2][3]